# Хоссейн Замані
Хоссейн Замані (перс. حسین زمانی / нід. Hossein Zamani; нар. 23 листопада 2002, Мешхед, Іран) — афганський та нідерландський футболіст, нападник нідерландського клубу «Неймеген» та національної збірної Афганістану.

## Клубна кар'єра
Футболом розпочав займатися 2011 року в дитячо-юнацькій академії «Аяксу». У сезоні 2016/17 років 15-річний Хоссейн зіграв 4 матчі у Б-Юніордивізі за «Аякс U-17», який виграв того ж сезону вище вказаний турнір. Молодим вінґером цікавилися «Манчестер Юнайтед», «Манчестер Сіті», «Мілан», «Евертон», «Лестер», «Олімпік» (Марсель) й «Аталанта». У сезоні 2017/18 років провів 17 матчів за команду U-17, в яких відзначився трьома голами. У сезоні 2018/19 продовжував виступати в Б-Юніордивізі, де відзначився 3-ма голами в 22 матчах. По завершенні сезону перейшов до «Дженоа U-18». Зіграв 3 матчі в Прімавері U-18. У січні 2021 року повернувся до Нідерландів та перейшов вільним агентом до «Телстара». Влітку 2021 року, не маючи досвіду виступів на професіональному рівні, перейшов до молодіжної команди «Неймегена».

## Кар'єра в збірній
Наприкінці січня 2017 року отримав виклик до юнацької збірної Нідерландів (U-15), у футболці якої провів 1 поєдинок.
У футболці національної збірної Афганістану дебютував 25 травня 2021 року в переможному (3:2) товариському матчі проти Індонезії, в якому також відзначився першим голом за збірну. Згодом зіграв також у кваліфікаційному матчі чемпіонату світу проти Індії (1:1), де також відзначився голом, в зв'язку з чим отримав право на міжнародному рівні виступати виключно за Афганістан.

## Походження
Замані народився в Ірані, але має афганське походження. У 2010 році разом із родиною втік до Ньївегейна.

## Стиль гри
Подібно до свого кумира Неймара, швидкий і хитрий гравець. За словами самого гравця, добре володіє м'ячем та вибуховий.

## Особисте життя
Свого часу Замані був помічений в невеликому спортивному парку De Toekomst у компанії відеоблогера і футболіста-фрістайлиста Суфіане Тузані. У 2018 році вони разом зняли відео, яке набрало понад 250 тисяч переглядів на YouTube. Після цього його охрестили вундеркіндом і зацікавилися такі клуби, як «Манчестер Юнайтед» та «Евертон».

## Статистика виступів у збірній

### По роках
Станом на 15 червня 2021
| Національна збірна | Рік     | Матчі | Голи |
| ------------------ | ------- | ----- | ---- |
| Афганістан         | 2021    | 3     | 2    |
| Загалом            | Загалом | 3     | 2    |

### По матчах
| Дата      | Місто | Господарі | Результат | Гості      | Турнір            | Голи | Примітки  |
| --------- | ----- | --------- | --------- | ---------- | ----------------- | ---- | --------- |
| 25-5-2021 | Дубай | Індонезія | 2 – 3     | Афганістан | товариський матч  | 1    |           |
| 15-6-2021 | Доха  | Індія     | 1 – 1     | Афганістан | Відбір до ЧС 2022 | 1    | 73' 90+4' |
| Усього    |       | Матчів    | 2         |            | Голів             | 2    |           |

## Досягнення
«Аякс U-17»
- Б-Юніордивізі
  -  Чемпіон (1): 2017